# Telemiño
Telemiño es una de las televisiones locales de Orense.
Pertenece al grupo La Región, propietario de los diarios Atlántico Diario (Vigo) y La Región (Orense), así como el diario digital La Región Internacional y su correspondiente edición quincenal en papel.

## Historia
Telemiño empezó a emitir el 31 de mayo de 1999. Únicamente tenía dos programas en emisión: un informativo de diez minutos y el programa Largar y Largar.
Antes de la primera emisión regular Telemiño realizó 3 retransmisiones en directo: la primera desde el Teatro Principal con motivo de la inauguración de la temporada del Foro La Región. También lo hizo en otra ocasión desde el Aula de Cultura Caixanova y desde el parque Tecnológico de Galicia, con motivo de la inauguración de la sede de la empresa de telecomunicaciones Egatel.

## Evolución
A partir de octubre de 1999 se amplia la producción propia con la aparición de nuevos programas, como:

## Noticias Ourense
Los presentadores de Noticias Ourense, durante estos años, han sido:

## Otros programas
Otros programas de producción propia de Telemiño son o han sido:

## Grandes eventos
Los mayores esfuerzos de la emisora se han concentrado en la realización de directos y programas especiales en grandes eventos como el Rallye de Ourense, las galas de inauguración del Festival de CIne internacional de Ourense, las jornadas electorales, ciertas retransmisiones deportivas, los plenos del Ayuntamiento, o las ferias de la Fundación ourensana de Exposiciones Expourense.